# Эванс, Ли (актёр)
Не путать со спортсменом Ли Эвансом
Ли Эванс (родился 25 февраля 1964, Бристоль, Англия) — британский актёр, в том числе комедийного жанра, писатель и музыкант.
В списке 100 величайших комиков по версии Channel 4 был признан 17-м.

## Биография
Ли Эванс родился в Англии. Его семья покинула Бристоль в 1975 году, переехав в Эссекс, где он учился в школе. Популярен в Британии как комик, выступающий в жанре стэнд-ап. Ему принадлежит рекордный сбор в 12 миллионов фунтов стерлингов, заработанных в одном единственном туре.
Ли Эванс наследовал профессию своего отца. Тот также был популярным исполнителем комедийных шоу в ночных клубах Бристоля и Эссекса.
Женат на Хезер Наддс, есть ребёнок.

## Фильмография
| Год       |    | Русское название               | Оригинальное название        | Роль                    |
| --------- | -- | ------------------------------ | ---------------------------- | ----------------------- |
| 1995      | ф  | Шутки в сторону                | Funny Bones                  | Джек Паркер             |
| 1995      | ф  | Мётлы                          | Brooms                       | Can Man                 |
| 1995      | с  |                                | The World of Lee Evans       | Ли                      |
| 1995      | ф  |                                | Clair de Lune                | Пит                     |
| 1997      | ф  | Пятый элемент                  | The Fifth Element            | Фог                     |
| 1997      | ф  | Мышиная охота                  | Mousehunt                    | Ларс Шмунтц             |
| 1998      | ф  | Все без ума от Мэри            | There`s Something About Mary | Такер / Норман Фиппс    |
| 2000      | ф  | Дамский угодник                | The Ladies Man               | Barney                  |
| 2001      | ф  | Ласточки                       | The Martins                  | Роберт Мартин           |
| 2001      | с  |                                | Lee Evans: So What Now?      | Ли                      |
| 2002      | ф  | Четверо похорон и одна свадьба | Plots with a View            | Delbert Butterfield     |
| 2002—2003 | с  | Динотопия                      | Dinotopia                    | Зиппо                   |
| 2002      | ф  | Вакуум                         | Vacuums                      | Toady                   |
| 2003      | ф  | Медальон                       | The Medallion                | Артур Уотсон            |
| 2004      | ф  | Стоп-кадр                      | Freeze Frame                 | Sean Veil               |
| 2005—2011 | с  | Доктор Кто                     | Doctor Who                   | доктор Малькольм Тейлор |
| 2005      | мф | Волшебное приключение          | The Magic Roundabout         | Поезд (озвучивание)     |
| 2007      | ф  | История мистера Полли          | The History of Mr Polly      | Альфред Полли           |
| 2007      | ф  |                                | The Dinner Party             | Лео                     |

## Сценарист
- Lee Evans: XL Tour Live 2005 (2005)
- Lee Evans: Wired and Wonderful — Live at Wembley (2002)
- Lee Evans: So What Now? (2001) (сериал)
- Lee Evans: Live in Scotland (1998)
- Lee Evans Live: The Different Planet Tour (1996)
- Lee Evans: Live from the West End (1995)
- The World of Lee Evans (1995) (сериал)
- Lee Evans: Live at Her Majesty`s (1994)

## Композитор
- Lee Evans: XL Tour Live 2005 (2005)
- Lee Evans: Wired and Wonderful — Live at Wembley (2002)
- The World of Lee Evans (1995) (сериал)